# 마이 리틀 포니: 포니 라이프
마이 리틀 포니: 포니 라이프(영어: My Little Pony: Pony Life)는 아일랜드와 미국의 애니메이션 시리즈이다.

## 줄거리
이 시리즈는 핑키 파이가 운영하는 지역 베이커리 행아웃 인 슈가큐브 코너를 중심으로 한다. 또한 필요에 따라 분해 할 수 있는 신비한 마법 물약 캐시를 보관하고 있다.

## 방송 기간
- 캐나다: 2020년 ~ 2021년 (Treehouse)
- 미국: 2020년 11월 7일 ~ 2021년 5월 22일) (디스커버리 패밀리와 유튜브)
- 대한민국: 2021년 3월 12일 ~ 2022년 (니켈로디언 코리아)

## 등장인물

### 주연
- 트와일라잇 스파클

성우: 타라 스트롱/박지윤 성우
색상:      보라색
우정의 공주이자 메인 식스의 지도자.
- 핑키 파이

성우: 앤드리아 리브먼/조경이 성우
색상:      분홍색
메인 식스의 멤버, 슈가큐브 코너의 소유자이며 그녀는 웃음을 보여준다.
- 레인보우 대쉬

성우: 애슐리 볼/조현정 성우
색상:      하늘색
메인 식스의 두 번째 구성원은 더 빨리 날고 의리를 보인다.
- 애플잭

성우: 애슐리 볼/김율 성우
색상:      주황색
메인 식스의 세 번째 멤버는 매우 강하고 정직한 모습을 보여준다.
- 래리티

성우: 태비사 세인트저메인/여민정 성우
색상:      하얀색
갈기 식스의 네 번째 멤버는 보석을 좋아하고 스타일리시하며 관용을 보여준다.
- 플러터샤이

성우: 앤드리아 리브먼/박소라 성우
색상:      크림색
메인 식스의 다섯 번째 멤버는 침착하고 무서워하며 수줍음을 보였으며 친절 함을 보였다.
- 스파이크

성우: 캐시 웨슬럭 (2020년부터 태비사 세인트저메인으로 대체합니다)
트와일라잇 스파클의 조수이자 레리티와 사랑에 빠진 아기 드래곤.

### 조연
- 디스코드

성우: 존 디 랜시 (2020년부터 피터 뉴로 대체합니다)
전 악당이었고 지금은 메인 식스의 친구.
- 셀레스티아 공주

성우: 니콜 올리버
색상:      하얀색
이퀘스트리아의 통치자이자 트와일라잇 스파클의 교사이자 멘토이다.
- 포션 노바

성우: 차넬 펠로소/조현정 성우
그녀는 모든 끔찍한 물약의 물약 제작자이다.
- 트릭시 루라문

성우: 캐슬린 바
색상:      파랑색
악당이었던 마술사 포니이며 지금은 메인 식스의 친구이다.
- 팬시 팬츠

성우: 트레버 데발
캔터롯에서 가장 중요한 포니이다. 그의 측근은 자신의 의견에 동의하기 위해 자주 의견을 바꾼다.
- 스닙스

성우: 이안 한린
포니빌에서 장난을 치는 멍청한 유니콘 콜트.
- 스네일스

성우: 리처드 이언 콕스
포니빌에서 장난을 치는 멍청한 유니콘 콜트.
- 애플블룸

성우: 미셸 크레버
색상:      노란색
애플잭의 여동생과 큐티마크 크루세이더스 리더.
- 스쿠틀루

성우: 매들린 피터스
색상:      주황색
레인보우 대쉬의 학생과 그리고 큐티마크 크루세이더스의 일원이다.
- 스위티 벨

성우: 클레어 콜렛
색상:      하얀색
래리티의 여동생과 큐티마크 크루세이더스의 세 번째 멤버이다.
- 허드 해팔리

성우: 뤽 로데리크
수컷 얼룩말이다.
- 벌크 바이셉스

성우: 마이클 돕슨
작은 날개를 가진 근육질 페가수스 종마.

## 에피소드 목록

### 시즌 1
- 1. 프린세스 프롭츠
- 2. 경쟁 정신
- 3. 도시 전체의 패션 열풍
- 4. 귀여운 포칼립스 야옹
- 5. 래리티의 불행
- 6. 핑키 파이: 하이퍼 도우미
- 7. 트레일 트로터스/판매 포니의 죽음
- 8. 빅후프 워킹/플러터샤이 효과
- 9. 빠르고 격렬한/사라지는 법
- 10. 수치심의 휘장/디스코드의 피크
- 11. 우리가 갈 야영/캠프파이어 이야기
- 12. 우정 보석/돌핀앨
- 13. 포션 미스터리/아픈 날
- 14. 포션 노바를 만나세요!/포니 서핑 사파리
- 15. 모두 병에 담기/모든 불안감
- 16. 쿠키/키노트 파이
- 17. 순간의 포니/원 클릭 원더
- 18. 음소거/개봉일
- 19. GIF를 보지 마십시오/그것의 근원
- 20. 신비한 목소리/매우 효과적인 포니의 5가지 습관
- 21. 게임 나이트/스파이크 감독의 모큐멘터리
- 22. 멍청이/소중한 태비
- 23. 새로운 파이 스탠드/슈퍼브 식스
- 24. 데뷔 도발/플러터대시
- 25. 래리티 보고서/그레이트 디바이드

- 26. 대충돌/스포티한 스펙타큘러 뮤지컬 무삭크러